# Achille Apolloni

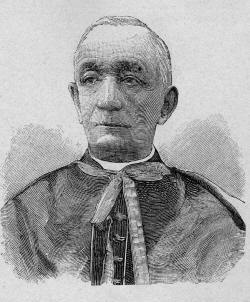
Achille Kardinal Apolloni

Achille Apolloni (* 15. November 1812 in Anagni; † 3. April 1893 in Rom) war ein Kardinal der Römischen Kirche.

## Leben
Achille Apolloni stammte aus einer Patrizierfamilie des Lazio, er war der Sohn von Vincenzo Apolloni und dessen Ehefrau Luisa Giannuzzi.
Zunächst studierte er am Collegio Romano, ab 1842 an der Accademia dei Nobili Ecclesiastici Philosophie, Theologie und Kanonisches Recht. 1847 wurde er ad honorem zum Doktor der Rechte promoviert. Die Priesterweihe empfing er am 20. März 1850. Er wurde 1851 in das Kapitel der Vatikanbasilika aufgenommen und erhielt 1853 den Titel Hausprälat Seiner Heiligkeit verliehen. Ab 1854 wirkte er in verschiedenen Ämtern der römischen Kurie. Am 3. Dezember 1884 wurde er Vize-Camerlengo der Römischen Kirche.
Papst Leo XIII. kreierte ihn am 24. Mai 1889 zum Kardinal und ernannte ihn am 27. Mai desselben Jahres zum Kardinaldiakon von San Cesareo in Palatio.
Er starb in Rom an einem Herzversagen und wurde auf dem Campo Verano in der Gruft der Kanoniker der Vatikanbasilika beigesetzt.